# Arnaud Orain
Pour les articles homonymes, voir Orain.
Arnaud Orain, né le 7 octobre 1977, est un économiste et historien français, spécialiste d'histoire économique et d'économie politique. Il est directeur d’études à l’EHESS.
Ses travaux portent principalement sur les dynamiques économiques, les théories économiques et leurs implications historiques.

## Biographie
Arnaud Orain étudie l'économie à l'Université de Nantes, puis effectue un DEA d'histoire de la pensée économique à l'École normale supérieure de Fontenay-Saint-Cloud. Après une thèse consacrée à la philosophie et l'économie chez l'abbé Étienne Bonnot de Condillac à l'Université Paris I Panthéon-Sorbonne (soutenue en 2004), il obtient l'agrégation du supérieur en sciences économiques en 2006.
Ses premiers travaux portent sur l'économie politique des Lumières, l'anti-physiocratie, le Système de Law, le cercle de Gournay.
Il travaille depuis sur les savoirs économiques oubliés, le mercantilisme et les mutations économiques du capitalisme.
Il conceptualise le capitalisme de la finitude, et l'accaparement; et la prédation.
Arnaud Orain a été professeur à l'Université de Brest (2006-2011), à l'Institut d'études européennes de l'Université Paris-VIII-Vincennes-Saint-Denis de 2011 à 2023, Davis Fellow du département d'histoire de Princeton University en 2015-2016, Florence Gould Fellow de l'Institute for Advanced Study de Princeton en 2020-2021, et chercheur en délégation CNRS à l'EHESS en 2021-2022.

### Directions d’ouvrages et de numéros spéciaux de revues
- 2017 : Les voies de la richesse ? La physiocratie en question (1760-1850)[15] de Klotz, G., Minard, Ph. et Orain, A. (dir.) aux Presses Universitaires de Rennes.
- 2015 : Antiphysiocratic Perspectives in eighteenth-century France de Dal-Pont Legrand, M., Faccarello, G. and Orain, A.; numéro spécial de : The European Journal of the History of Economic Thought (EJHET), Vol. 22, n°3 (Juin).
- 2008 : Graslin (1727-1790). Le temps des Lumières à Nantes[16] de Le Pichon, Ph. et Orain, A. (dir.) aux Presses Universitaires de Rennes.

## Prix
- 2020-2021 – Princeton Institute for Advanced Study (IAS), Florence Gould Foundation Fellowship
- 2019 – Best book award 2019 pour La politique du merveilleux. Une autre histoire du Système de Law (1695-1795), European Society for the History of Economic Thought
- 2013 – Young researcher Award, European Society for the History of Economic Thought (ESHET) (Prix du meilleur jeune historien de la pensée économique européen de moins de 40 ans)